# Condado de St. Clair (Illinois)
O Condado de St. Clair é um dos 102 condados do Estado americano de Illinois. A sede do condado é Belleville, e sua maior cidade é Belleville. O condado possui uma área de 1 746 km² (dos quais 26 km² estão cobertos por água), uma população de 256 082 habitantes, e uma densidade populacional de 149 hab/km² (segundo o censo nacional de 2000). O condado foi fundado em 27 de abril de 1790. Foi o primeiro condado a ser estabelecido no Illinois, quando este ainda fazia parte do Território do Noroeste.